# Michael Bzdel
Michael Bzdel, né le 21 juillet 1930 à Wishart (en) en Saskatchewan et décédé le 3 avril 2012, était un prélat de l'Église grecque-catholique ukrainienne canadien. Il a rejoint la vie religieuse en 1948 et a été ordonné prêtre en 1954. Il a été le métropolite de l'archéparchie de Winnipeg des Ukrainiens de 1992 à 2006.

## Biographie
Michael Bzdel est né le 21 juillet 1930 à Wishart (en) en Saskatchewan de parents d'origine ukrainienne. Il était le 11e de 14 enfants. Il a étudié au collège Saint-Vladimir (en) des Rédemptoristes à Roblin au Manitoba. Le 24 septembre 1948, il est devenu un membre de la congrégation du Très Saint Rédempteur et a effectué sa profession solennelle le 19 août 1952. Le 15 février 1954, il fut ordonné diacre, puis, le 7 juillet suivant, prêtre. Il servit en tant que curé dans plusieurs paroisses dans l'Ouest canadien.
En 1984, il fut élu en tant que supérieur provincial de la province de Yorkton en Saskatchewan de l'ordre des Rédemptoristes. Il occupa cette position jusqu'à ce qu'il soit élevé à l'épiscopat en 1992. En effet, il fut élu et nommé à la tête de l'archéparchie de Winnipeg des Ukrainiens et devint ainsi le métropolite de l'Église grecque-catholique ukrainienne au Canada. Il fut ordonné évêque le 9 mars 1993. En 1997, le pape Jean-Paul II le nomma en tant que délégué au Synode des évêques pour l'Amérique. le 9 janvier 2006, il se retira de sa fonction de métropolite après avoir occupé cette position pendant près de 13 ans et continua de servir en tant qu'archéparque émérite jusqu'à sa mort le 3 avril 2012 à l'âge de 81 ans.